# Liste der Monuments historiques in Wallon-Cappel
Die Liste der Monuments historiques in Wallon-Cappel führt die Monuments historiques in der französischen Gemeinde Wallon-Cappel auf.

## Liste der Bauwerke
| Bezeichnung           | Beschreibung | Standort | Kennzeichnung | Schutzstatus | Datum | Bild           |
| --------------------- | ------------ | -------- | ------------- | ------------ | ----- | -------------- |
| Abschussrampe der V 1 |              | (Lage)   | PA59000142    | Inscrit      | 2007  | weitere Bilder |

## Liste der Objekte
- Monuments historiques (Objekte) in Wallon-Cappel in der Base Palissy des französischen Kultusministeriums